# مزرعة الرياح أخفنير

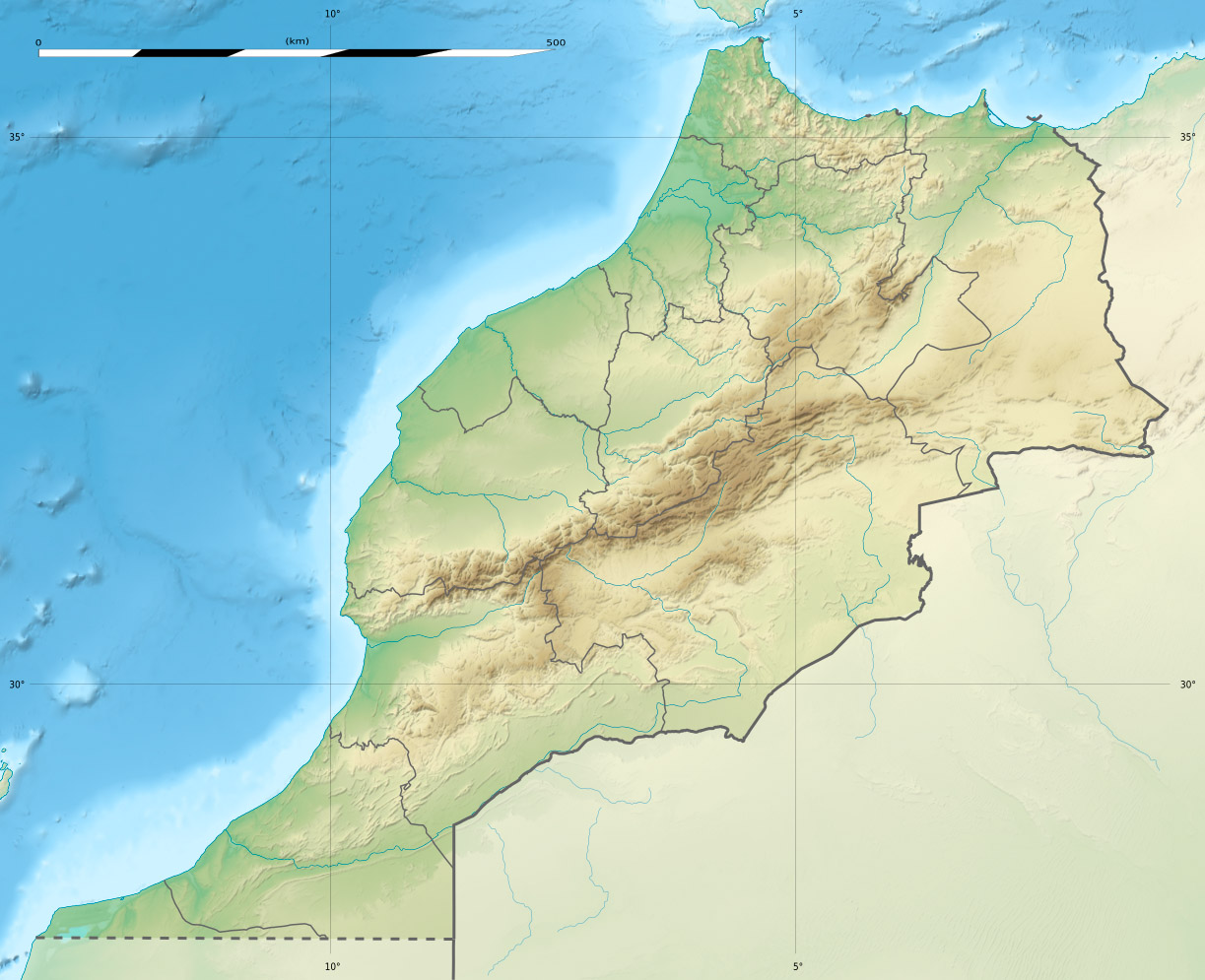
خريطة المغرب

تقع مزرعة الرياح أخفنير  على بعد 15 كيلومتر من أخفنير، و100 كيلومتر من طرفاية في المغرب. وتبلغ سعتها الإنشائية 200 ميجاواط.

وكانت توربينات الرياح الأولي 100 ميجاواط من شركة ألستوم. بينما كانت باقي التوربينات من شركة جنرال إلكتريك.

## المالك
تتبع مزرعه الرياح أخفنير لشركة Nareva التابعة للشركة الوطنية للاستثمار، والتي يمكلها محمد السادس.